# 谷しげる
谷しげる（たに しげる、1940年12月1日 - ）は、元漫才師、元吉本新喜劇の座長、猿まわし師。大阪府豊中市出身。本名:塩谷茂。株式会社グレース所属。
愛称は「たにしげさん」。

## 人物・来歴
1956年4月に富士車輌入社、1958年1月には葛西製作所に勤務。1960年8月に江口乙矢・須美子舞踊団に入団し舞踊の修行を積む。1961年に新劇群像、1962年に新花月のカッパ座に入る。1963年7月に吉本新喜劇に入団。1971年には同じ団員の井上竜夫と漫才コンビ「ざ・どっきんぐ」を結成。すぐに解消し新喜劇に復帰。その後座長になる。朝日放送の「あっちこっち丁稚」では大番頭役で活躍。1978年5月より谷茂の名に改名。その後吉本を離れ東京で役者をしていたが（事務所も転々とした）現在は猿回し師として谷しげるの名で活躍している。
小柄ながら舞踊時代の素養を活かし舞台狭しと動き回り笑いをとった。
若い頃からカツラをかぶりお爺さん役が多かった。またそれが定番のギャグでもあった。

## ギャグ
- 相手と向き合い挨拶がてら「ま〜あぁ、ごきげんさん」といい頭を突き出し、相手は崩れ落ちるリアクションをする。
  - 晩期には「ま～あぁ、エッサッサ」と、両手を突き出すバージョンもあった。
- 箒を横向きに抱えるポーズで「よっこいしょ...は、いそがし、は、いそがし」と言いつつ横向きのまま小走りでステージを去る。
- 共演者を巻き込み、手のひらを頭の上で回しながら「あ〜ぁ、贅沢なっ」と叫ぶ。

ずっこいわ。あ、ずっこいずっこいずっこいわ！

## 主な出演番組
- 泣き笑い・吉本新喜劇（朝日放送）なんば花月
- 爆笑!吉本新喜劇（毎日放送）梅田花月
- てなもんや一本槍（朝日放送、1968－1970）- 木下藤吉郎　役
- あっちこっち丁稚（朝日放送、1975年 -1980年） - 大番頭 役
- 勝手に!カミタマン 第18話「みんなの迷惑 夏バテ君」（1985年8月4日 、東映・フジテレビ系）- 夏バテ 役
- クイズ!脳ベルSHOW(2022年6月29日〜6月30日)

### Vシネマ
- 難波金融伝・ミナミの帝王　第1作「トイチの萬田銀次郎」（ケイエスエス、1992年）

### ビデオ・DVD
- 保存版・吉本新喜劇ギャグ100連発（発売：CBSソニー、1989年）